# جان استیونسن (کارگردان)
جان استیونسون (انگلیسی: John Stevenson؛ زادهٔ ۱۹۵۸) کارگردان فیلم، پویانما و عروسک‌گردان اهل بریتانیا است.